# Tom O’Regan
Thomas Patrick O’Regan (* 29. Dezember 1961 in Cambridge, Massachusetts) ist ein ehemaliger US-amerikanischer Eishockeyspieler, der unter anderem für die Pittsburgh Penguins aus der National Hockey League aktiv war und später zu den besten Stürmern und Verteidigern in der Eishockey-Bundesliga und der Deutschen Eishockey Liga zählte.

## Karriere
Nach mehreren Spielzeiten an der Boston University, mit denen er in der US-amerikanischen Collegeliga ECAC Hockey spielte, bekam er im Sommer 1983 seinen ersten Profivertrag bei den Pittsburgh Penguins. Die Verantwortlichen der Penguins setzten den Linksschützen allerdings überwiegend in deren damaligen Farmteam, den Baltimore Skipjacks, in der American Hockey League ein. Insgesamt absolvierte er in den drei Spielzeiten, die er in Pittsburgh unter Vertrag stand, 62 Ligapartien und erzielte dabei 17 Scorerpunkte. Anschließend schloss er sich zur Saison 1986/87 den Adirondack Red Wings an, dem damaligen Farmteam der Detroit Red Wings, ehe er im Sommer 1987 zur darauffolgenden Spielzeit nach Deutschland zum EV Landshut in die damals höchste deutsche Spielklasse, die Bundesliga, wechselte.
Nach einer weiteren Saison in Landshut, wechselte er zum BSC Preussen. Dort bildete er für zwei Spielzeiten zusammen mit Dave Silk eines der erfolgreichsten Sturmduos der Vereinsgeschichte, die so genannten Boston Brothers: Gemeinsam kamen beide in insgesamt 90 Spielen auf 249 Scorerpunkte. Erst nach Silks Weggang vor Beginn der Saison 1991/92 gehörte Unser Mann aus Boston, wie er von den Fans genannt wurde, aufgrund seiner beim Gegner gefürchteten Spielhärte wie seiner offensiven Spielweise über Jahre zu den effektivsten Verteidigern der Liga auch nach Einführung der DEL. Bis zu seinem Karriereende nach der Saison 1997/98 spielte er in Berlin für die Preussen bzw. nach deren Umbenennungen 1995 für die Preussen Devils, seit 1996 für die Berlin Capitals.
In der Nationalmannschaft der USA kam er mehrfach zu Einsätzen, darunter bei der Eishockey-Weltmeisterschaft 1995.
Seine Söhne Tommy und Danny spielten in den Vereinigten Staaten Eishockey auf Universitätsniveau, Danny wurde anschließend Berufsspieler.